# Carrer Méndez Núñez
El Carrer Méndez Núñez és una obra de Tarragona protegida com a Bé Cultural d'Interès Local.

## Descripció
És un carrer de l'eixample de Tarragona que manté encara la tipologia constructiva pròpia del segle xix i conserva gairebé inalterada l'estructura urbanística d'aquest moment.